# Piemontské knížectví
Piemontské knížectví (italsky Principato di Piedmont), původně panství, byl stát v severozápadní Itálii, ve středověku náležící ke Svaté říše římské, v novověku patřil ke královstvím Sardinie a Itálie. Nacházelo se v oblasti současného italského regionu Piemont a vázal se k ní titul kníže Piemontu (italsky Principe di Piemonte).
Od 13. století bylo Piemontské panství a posléze knížectví jedním ze států Savojských, součást sardinského a později italského království. Panství bylo uděleno achájské větvi Savojské dynastie. Povýšeno na knížectví bylo kolem roku 1418, tedy zhruba ve stejné době, kdy bylo Savojsko povýšeno na vévodství, v tu dobu zároveň přechází na starší savojskou větev. Po získání Sardinského království začalo být knížectví Piemontu využíváno Savojskými jako apanáž, tzn. že titul knížete byl vyhraněn pro nejstaršího potomka a dědice (korunního prince) savojské dynastie, dokud se sám neujal sardinského (italského) trůnu. Savojští byli toho času sardinskými a později italskými králi (po sjednocení Itálie) a korunní princ se vždy dočasně ujímal titulu knížete Piemontu. Zhruba obdobnou úlohu plní Wales a titul prince z Walesu v britské monarchii.
V 19. století začal být titul piemontského knížete nově střídán s titulem kníže neapolský. Ve 20. století byly tituly zrušeny spolu se zrušením monarchie.

## Symbolika

vlajka:
ve 14. století měl Piemont savojskou vlajku s modrým okrajem
od roku 1418 (též současný region Piemont)
standarta knížete Piemontu, italského korunního prince (1861–1980)
standarta knížete Piemontu, italského korunního prince (1880–1946)

znak:
znak achájské větve Savojských, též Piemontského panství
znak knížete Piemontu
samotný erb